# Jure Košir
Jure Košir (ur. 24 kwietnia 1972 w Mojstranie) – słoweński narciarz alpejski, brązowy medalista olimpijski oraz mistrz świata juniorów.

## Kariera
Po raz pierwszy na arenie międzynarodowej Jure Košir pojawił się na mistrzostwach świata juniorów w Madonna di Campiglio w 1988 roku, jednak zajmował odległe pozycje. Największy sukces w tej kategorii wiekowej osiągnął podczas mistrzostw świata juniorów w Geilo w 1991 roku, gdzie zwyciężył w supergigancie. Był też między innymi piąty w tej samej konkurencji i siódmy w slalomie na mistrzostwach świata juniorów w Zinal w 1990 roku.
W zawodach Pucharu Świata zadebiutował 24 listopada 1991 roku w Park City, zajmując 26. miejsce w slalomie. Tym samym już w swoim debiucie wywalczył pierwsze pucharowe punkty. Na podium po raz pierwszy stanął 17 stycznia 1993 roku w Lech, gdzie był drugi w slalomie. W zawodach tych rozdzielił na podium Thomas Fogdö ze Szwecji i Włocha Alberto Tombę. Łącznie na podium zawodów tego cyklu plasował się dwadzieścia razy, przy czym trzykrotnie zwyciężał: 20 grudnia 1993 roku w Madonna di Campiglio, 6 stycznia 1999 roku w Kranjskiej Gorze i 24 stycznia 1999 roku w Kitzbühel był najlepszy w slalomie. Ostatnie podium wywalczył 18 lutego 2001 roku w Shiga Kōgen, zajmując trzecie miejsce w tej samej konkurencji. Najlepsze wyniki osiągnął w sezonie 1994/1995, kiedy to zajął trzecie miejsce w klasyfikacji generalnej, przegrywając tylko z Alberto Tombą i Austriakiem Güntherem Maderem. W tym samym sezonie był też drugi w klasyfikacji giganta i trzeci w klasyfikacji slalomu. Wśród slalomistów był też drugi za Norwegiem Lasse Kjusem w sezonie 1998/1999 i trzeci za Tombą i Austriakiem Thomasem Stangassingerem w sezonie 1993/1994.
Największy sukces osiągnął w 1994 roku, kiedy podczas igrzysk olimpijskich w Lillehammer wywalczył brązowy medal w slalomie. Po pierwszym przejeździe zajmował ósmą pozycję, tracąc do prowadzącego Stangassingera 1,55 sekundy. W drugim przejeździe osiągnął trzeci wynik i awansował na najniższy stopnień podium. Ostatecznie do Stangassingera, który zajął pierwsze miejsce Słoweniec stracił 0,51 sekundy, a do drugiego na podium Tomby stracił 0,36 sekundy. Był to pierwszy w historii medal olimpijski dla Słowenii w tej konkurencji w rywalizacji mężczyzn (na tych samych igrzyskach brązowe medale wywalczyły Katja Koren w slalomie i Alenka Dovžan w kombinacji). Był to jednocześnie jedyny medal wywalczony przez Košira na międzynarodowej imprezie tej rangi. Był też między innymi piąty w gigancie na igrzyskach olimpijskich w Nagano w 1998 roku i ósmy w slalomie podczas rozgrywanych cztery lata później igrzysk w Salt Lake City. Nigdy nie zdobył medalu na mistrzostwach świata, jego najlepszym wynikiem było ósme miejsce w gigancie na mistrzostwach świata w Sierra Nevada w 1996 roku i ta sama pozycja w slalomie podczas mistrzostw świata w Sankt Anton w 2001 roku. W 2006 roku zakończył karierę.
Košir trzynaście razy zdobywał mistrzostwo Słowenii: w slalomie w latach 1994, 1995, 1997, 1999, 2001 i 2005, w gigancie w latach 1995, 1997, 1998 i 1999 oraz w supergigancie w latach 1992, 1993 i 1995. W 1994 roku został wybrany sportowcem roku w Słowenii.

## Osiągnięcia

### Igrzyska olimpijskie
| Miejsce | Dzień     | Rok  | Miejscowość    | Konkurencja | Czas biegu  | Strata     | Zwycięzca            |
| ------- | --------- | ---- | -------------- | ----------- | ----------- | ---------- | -------------------- |
| 13.     | 11 lutego | 1992 | Albertville    | Kombinacja  | 14,58 pkt   | +45,20 pkt | Josef Polig          |
| 29.     | 16 lutego | 1992 | Albertville    | Supergigant | 1:13,04 min | +3,52 s    | Kjetil André Aamodt  |
| 22.     | 18 lutego | 1992 | Albertville    | Gigant      | 2:06,98 min | +5,25 s    | Alberto Tomba        |
| 19.     | 22 lutego | 1992 | Albertville    | Slalom      | 1:44,39 min | +5,10 s    | Finn Christian Jagge |
| 10.     | 15 lutego | 1994 | Lillehammer    | Kombinacja  | 3:17,53 min | +3,05 s    | Lasse Kjus           |
| 23.     | 23 lutego | 1994 | Lillehammer    | Gigant      | 2:52,46 min | +4,64 s    | Markus Wasmeier      |
| 3.      | 27 lutego | 1994 | Lillehammer    | Slalom      | 2:02,02 min | +0,51 s    | Thomas Stangassinger |
| 5.      | 19 lutego | 1998 | Nagano         | Gigant      | 2:38,51 min | +1,47 s    | Hermann Maier        |
| DNF     | 21 lutego | 1998 | Nagano         | Slalom      | 1:49,31 min | -          | Hans Petter Buraas   |
| DNF     | 21 lutego | 2002 | Salt Lake City | Gigant      | 2:23,28 min | -          | Stephan Eberharter   |
| 8.      | 23 lutego | 2002 | Salt Lake City | Slalom      | 1:41,06 min | +2,29 s    | Jean-Pierre Vidal    |

### Mistrzostwa świata
| Miejsce | Dzień     | Rok  | Miejscowość   | Konkurencja | Czas biegu  | Strata  | Zwycięzca            |
| ------- | --------- | ---- | ------------- | ----------- | ----------- | ------- | -------------------- |
| DNF     | 10 lutego | 1993 | Morioka       | Gigant      | 2:15,36 min | –       | Kjetil André Aamodt  |
| DNF     | 13 lutego | 1993 | Morioka       | Slalom      | 1:40,33 min | –       | Kjetil André Aamodt  |
| 8.      | 23 lutego | 1996 | Sierra Nevada | Gigant      | 1:58,63 min | +3,28 s | Alberto Tomba        |
| DNF     | 25 lutego | 1996 | Sierra Nevada | Slalom      | 1:42,26 min | –       | Alberto Tomba        |
| DNF     | 12 lutego | 1997 | Sestriere     | Gigant      | 2:48,23 min | -       | Michael von Grünigen |
| 12.     | 15 lutego | 1997 | Sestriere     | Slalom      | 1:51,70 min | +1,68 s | Tom Stiansen         |
| 19.     | 12 lutego | 1999 | Vail          | Gigant      | 2:19,31 min | +3,86 s | Lasse Kjus           |
| 10.     | 14 lutego | 1999 | Vail          | Slalom      | 1:42,12 min | +1,16 s | Kalle Palander       |
| 10.     | 14 lutego | 2001 | Sankt Anton   | Slalom      | 1:39,66 min | +1,35 s | Mario Matt           |
| DNF     | 12 lutego | 2005 | Bormio        | Slalom      | 1:41,34 min | -       | Benjamin Raich       |

### Mistrzostwa świata juniorów
| Miejsce | Dzień       | Rok  | Miejscowość          | Konkurencja | Czas biegu  | Strata  | Zwycięzca           |
| ------- | ----------- | ---- | -------------------- | ----------- | ----------- | ------- | ------------------- |
| 65.     | 27 stycznia | 1988 | Madonna di Campiglio | Zjazd       | 1:33,15 min | +7,24 s | Kaspar Gilgenrainer |
| 53.     | 28 stycznia | 1988 | Madonna di Campiglio | Supergigant | 1:35,26 min | +4,89 s | Jeremy Nobis        |
| 21.     | 6 kwietnia  | 1989 | Aleyska              | Supergigant | 1:17,59 min | +2,62 s | Tommy Moe           |
| 15.     | 7 kwietnia  | 1989 | Aleyska              | Gigant      | 2:17,20 min | +4,51 s | Jeremy Nobis        |
| 44.     | 21 marca    | 1990 | Zinal                | Zjazd       | 1:19,42 min | +5,28 s | Kjetil André Aamodt |
| 5.      | 22 marca    | 1990 | Zinal                | Supergigant | 1:24,30 min | +1,91 s | Kjetil André Aamodt |
| 7.      | 25 marca    | 1990 | Zinal                | Slalom      | 1:28,15 min | +1,33 s | Luigi Tacchini      |
| 1.      | 8 kwietnia  | 1991 | Geilo                | Supergigant | 1:27,16 min | -       | -                   |
| 42.     | 11 kwietnia | 1991 | Geilo                | Zjazd       | 1:05,48 min | +3,30 s | Ivan Bormolini      |
| 13.     | 12 kwietnia | 1991 | Geilo                | Gigant      | 2:04,64 min | +0,88 s | Massimo Zucchelli   |

### Puchar Świata

#### Miejsca w klasyfikacji generalnej
- sezon 1991/1992: 112.
- sezon 1992/1993: 26.
- sezon 1993/1994: 15.
- sezon 1994/1995: 3.
- sezon 1995/1996: 13.
- sezon 1996/1997: 30.
- sezon 1997/1998: 21.
- sezon 1998/1999: 12.
- sezon 1999/2000: 31.
- sezon 2000/2001: 25.
- sezon 2001/2002: 43.
- sezon 2002/2003: 146.
- sezon 2003/2004: 83.
- sezon 2004/2005: 85.
- sezon 2005/2006: 123.

#### Zwycięstwa w zawodach
1. Madonna di Campiglio – 20 grudnia 1993 (slalom)
2. Kranjska Gora – 6 stycznia 1999 (slalom)
3. Kitzbühel – 24 stycznia 1999 (slalom)

#### Pozostałe miejsca na podium
1. Lech – 17 stycznia 1997 (slalom) – 2. miejsce
2. Park City – 28 listopada 1993 (slalom) – 2. miejsce
3. Stoneham – 5 grudnia 1993 (slalom) – 3. miejsce
4. Chamonix – 30 stycznia 1994 (slalom) – 3. miejsce
5. Garmisch-Partenkirchen – 6 lutego 1994 (slalom) – 3. miejsce
6. Lech – 20 grudnia 1994 (slalom) – 3. miejsce
7. Kitzbühel – 15 stycznia 1995 (slalom) – 2. miejsce
8. Wengen – 22 stycznia 1995 (slalom) – 3. miejsce
9. Adelboden – 4 lutego 1995 (gigant) – 2. miejsce
10. Furano – 20 lutego 1995 (gigant) – 2. miejsce
11. Kranjska Gora – 22 grudnia 1995 (slalom) – 2. miejsce
12. Flachau – 7 stycznia 1996 (slalom) – 3. miejsce
13. Kitzbühel – 14 stycznia 1996 (slalom) – 3. miejsce
14. Hafjell – 10 marca 1996 (slalom) – 3. miejsce
15. Sestriere – 14 grudnia 1998 (slalom) – 3. miejsce
16. Kitzbühel – 21 stycznia 2001 (slalom) – 2. miejsce
17. Shiga Kōgen – 18 lutego 2001 (slalom) – 3. miejsce